# Semiothisa californiaria
Semiothisa californiaria is een vlinder uit de familie van de spanners (Geometridae). De wetenschappelijke naam van de soort is voor het eerst geldig gepubliceerd in 1871 door Packard.